# Suplido
Suplido o Gasto suplido es aquel pago que se realiza por cuenta y orden de un cliente, siendo al cliente quien le corresponde realizar ese gasto .
Los suplidos son bastante habituales en actividades profesionales como por ejemplo abogados, asesores fiscales y otras profesiones laborales.

## Los suplidos en las facturas
Cuando en el ejercicio de su profesión los autónomos y empresas realizan este tipo de pagos a nombre del cliente en el momento de recuperar el dinero pagado deberán de incluirlo en su factura.
Para ello debe de conocer que únicamente podrá considerarse como suplido aquellos gastos que cumplan las condiciones siguientes:
- Tratarse de un pago a nombre del cliente.
- Exista una orden de este la cual podrá ser verbal o escrita.
- Debe poder justificarse por lo que es importante que la factura que justifique la operación este a nombre del cliente.

Únicamente aquellos pagos que cumplan estas condiciones podrán incluirse fuera de la base imponible y por lo tanto no repercutir IVA como se indica en el artículo 78.3 de la ley del IVA
En caso contrario deberá de formar parte de la base imponible y repercutírsele el IVA al cliente.

## Tratamiento fiscal de los suplidos en España
Los impuestos principales que presentan los autónomos en España son el Impuesto sobre el valor añadido (IVA) y el (IRPF), mientras que las empresas el IRPF es sustituido por el impuesto de sociedades (IS).
Cuando en el ejercicio de una actividad se realizan pagos suplidos el profesional que los realiza no los deberá de incluir entre sus gastos deducibles ni los tendrá que tener en cuenta a la hora de calcular el IVA de hechos muchos asesores fiscales como AJC asesor fiscal lo indica en este artículo al hablar del tratamiento fiscal de los suplidos
En cambio el cliente a nombre del cuan se realiza el pago si que lo deberá de tener en cuenta a la hora de calcular los pagos fraccionados modelo 130 y cuando pague el impuesto del IRPF en declaración de la renta.
En el supuesto de que el cliente a nombre de quien se realice el pago del suplido se trate de una sociedad los suplidos deben tenerse en cuenta a la hora de calcular el Impuesto de sociedades
También deberá de tenerlo en cuenta en el cálculo del IVA (modelo 303) ya que es a el quien le corresponde deducirse el IVA al estar la factura a su nombre.

## Obligaciones formales de los suplidos
Aquellos profesionales que satisfagan suplidos en la realización de su actividad además de los libros obligatorios establecidos por la ley del IRPF y del IVA deberán de llevar un libro adicional denominado libro de provisiones y suplidos.